# L'Aigle (film)
Pour les articles homonymes, voir Aigle (homonymie), Laigle (homonymie) et Sky High.
Pour plus de détails, voir Fiche technique et Distribution.
L'Aigle (titre original : Sky High) est un film muet américain réalisé par Lynn Reynolds, sorti en 1922.

## Synopsis
Grant Newbury (Tom Mix), inspecteur adjoint à la frontière entre les États-Unis et le Mexique, est chargé d'infiltrer un gang de trafiquants de travailleurs chinois. À Chicago, Estelle Halloway (Eva Novak) apprend que son tuteur, Jim Frazer (J. Farrell MacDonald), a annulé ses projets de vacances à Calexico. Elle décide de s'y rendre avec ses amies malgré tout.
À Calexico, Grant découvre que le chef du gang est en réalité Jim Frazer, le tuteur d'Estelle. Il infiltre le groupe et part avec eux au Grand Canyon, où les travailleurs chinois sont cachés. Après avoir informé la police, il sauve Estelle d'une noyade, mais est capturé par les bandits. Après plusieurs péripéties, il parvient à s'évader et demande l'aide de la police.
Grant vole un avion et parvient à libérer Estelle. Frazer est arrêté, mais pour protéger Estelle, Grant lui fait croire qu'il part en voyage. Frazer lui demande de s'occuper d'Estelle, et Grant répond : « Je m'occuperai d'elle toute sa vie, si elle veut bien. »

## Fiche technique
- Titre : L'Aigle
- Titre original : Sky High
- Réalisation : Lynn Reynolds
- Assistant-réalisateur : George Webster
- Scénario : Lynn Reynolds
- Photographie : Benjamin H. Kline
- Producteur : William Fox
- Société de production :  Fox Film Corporation
- Société de distribution :  Fox Film Corporation
- Pays de production :  États-Unis
- Langue : film muet avec les intertitres en anglais
- Métrage : 1 385,65 m m (5 bobines)
- Format : Noir et blanc — 35 mm — 1,33:1 — Muet
- Genre : Film dramatique, Film d'action
- Durée : 58 minutes
- Dates de sortie : 
  - États-Unis : 15 janvier 1922 (première)
  - États-Unis : 22 janvier 1922 (sortie nationale)

## Distribution
- Tom Mix : Grant Newbury
- J. Farrell MacDonald : Jim Frazer
- Eva Novak : Estelle Halloway, sa pupille
- Sid Jordan : Andrew Bates
- William Buckley : Victor Castle
- Adele Warner : Marguerite Castle
- Pat Chrisman : Pasquale, un acolyte (non crédité)
- Wynn Mace : Patterson, un acolyte (non crédité)
- Art Mix (en) : L'homme qui commence la bagarre au saloon